# Fair Isle
Fair Isle (staronordyjski: Friðarey, gael. Fara) – wyspa w archipelagu Szetlandów, najbardziej odosobniona zamieszkana wyspa Wielkiej Brytanii. Znajduje się około 38 km od Sumburgh Head w południowej części wyspy Mainland i 43 km od North Ronaldsay na Orkadach. Powierzchnia wyspy wynosi 7,8 km², co czyni ją dziesiątą w archipelagu Szetlandów. Populacja wyspy w 2021 roku wynosiła 48 osób.
Na wyspie znajduje się lotnisko Fair Isle, obsługujące loty do Lerwick i Kirkwall. Połączenie promowe z Grutness na Mainland obsługuje prom Good Shepherd IV.

## Populacja
Historyczna populacja wyspy w spisach powszechnych:
| 1931 | 1961 | 1971 | 1981 | 1991 | 2001 | 2011 |
| ---- | ---- | ---- | ---- | ---- | ---- | ---- |
| 108  | 64   | 65   | 69   | 67   | 69   | 68   |

W 2014 roku populacja wynosiła 55 osób. W 2021 było to 48 osób.